# 9236 Obermair
9236 Obermair è un asteroide della fascia principale. Scoperto nel 1997, presenta un'orbita caratterizzata da un semiasse maggiore pari a 2,4179844 UA e da un'eccentricità di 0,0924527, inclinata di 6,61561° rispetto all'eclittica.
L'asteroide è dedicato all'astronomo austriaco Erwin Obermair con cui lo scopritore gestisce l'osservatorio privato Meyer/Obermair situato a Davidschlag, presso Linz in Austria.